# 隔年結果
隔年結果（かくねんけっか）とは、着花あるいは着果の量が年次により大きく変動し、花や果実の量の多い成り年（表年）と量の少ない不成り年（裏年）を繰り返す現象。成り年（表年）は表作、不成り年（裏年）は裏作（不作年）ともいう。

## 解説
隔年結果がみられる植物にはカキ、リンゴ、ウンシュウミカン、コーヒーなどがあり、果実の成長と同時に翌年の花芽形成が行われる果樹に特にみられる。一般にはたくさんの果実が付いた年の翌年には花芽形成数が減少するが、その原因はいくつか挙げられており、花芽形成の資源減少（個体内の栄養配分の偏り）、樹体内のジベレリンやアブシシン酸などの植物ホルモンの影響、同化養分の競合などの生理的要因によると考えられている。また、オリーブなどでは枝へのフェノール性物質の蓄積が原因という報告もある。しかし、隔年結果は果樹園全体や一地方に同調してみられることもある現象で、個々の果樹の原因だけでは同調性を説明できず未だ疑問が残されている。
隔年結果は必ずしも一年おきに繰り返すわけではなく、「なり年」が3年に1回のものや（ナシの一部）、「なり年」が数年に1回のもの（ドングリ類）もある。
なお、表作と裏作は隔年結果以外に二毛作における主たる作物の栽培（表作）とその収穫後の別の作物の栽培（裏作）の意味で使われることもある。